# Kinkirou
Kinkirou est une commune rurale située dans le département de Kayao de la province du Bazèga dans la région du Centre-Sud au Burkina Faso.

## Santé et éducation
Le centre de soins le plus proche de Kinkirou est le centre de santé et de promotion sociale (CSPS) de Kayao.